# Bargello (bordado)

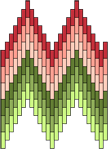
Diseño de bargello en forma de llama

Bargello es un tipo de bordado consistente en puntadas en una posición vertical plana en puntos establecidos por un modelo matemático para crear motivos. El nombre se origina en una serie de sillas en el palacio Bargello en la ciudad de Florencia (Italia), que tienen un patrón de punto de llama.
Tradicionalmente, el Bargello fue cosido en lana sobre tela. Bordados hechos de esta manera son muy duraderos. Es muy adecuado para el uso de almohadas, tapicería e incluso alfombras, pero no para las prendas de vestir. En la mayoría de las piezas tradicionales, todos los puntos son verticales con las puntadas de dos o más hilos.
Los diseños tradicionales son muy coloridos y se usan muchos tonos de un color, que producen efectos de sombreado intrigantes. Los patrones geométricos son naturalmente sencillos, pero también puede haber otros muy estilizados de flores o frutos. Bargello se considera especialmente difícil, ya que requiere mucha precision para contar cuadrados del modelo matemático relacionado con los diversos motivos para ejecutar con precisión los diseños.

## Nombres alternos
Hay un número de estudiados que utilizan muchos nombres alternos como ser:
- trabajo florentino - por el hecho de que el museo Bargello está en Florencia

- punto unghero - en italiano bargello es conocido como "punto húngaro" (Williams 1967: 5, Petschek 1997), indicando que los florentinos creían que el bordado se originó en Hungría.

- Datos: Q4860571
- Multimedia: Bargello / Q4860571